# Torre de telegrafia òptica de Xiva
La Torre de telegrafia òptica de Xiva és una torre òptica, amb fusileres, que formava part de la línia de Madrid a València. És bé d'interès cultural amb codi 46.18.111-008 i anotació ministerial 27994 de 15 març de 2011.

## Història
La telegrafia òptica és un invent que es remunta al segle de la Il·lustració, el segle xviii. Va ser un avanç tecnològic de gran importància, nascut a França, que va facilitar la ràpida transmissió de notícies. A Espanya les línies de telègraf òptic no es van aixecar fins a la dècada de 1840, època que ja a Europa començava a funcionar la telegrafia elèctrica. Per motius de seguretat es va rebutjar aquest últim tipus de telegrafia donat el perill de tall de cables per bandolers o insurgents.
Aquestes torres van ser construïdes entre 1848 i 1849 per posar en marxa un servei de missatgeria ràpida que suposés una gran revolució en la comunicació postal del segle xix entre la capital i la perifèria del país. Aquest sistema permetia que un missatge es transmetés de la primera a l'última volta en tan sols trenta minuts.
La línia Madrid-València comença la seva construcció a 1848 i el seu funcionament un any més tard amb trenta torres. La primera estació era a Madrid a l'edifici de la Duana, actual Ministeri d'Economia i Hisenda al començament del carrer Alcalá i el final al convent de Sant Francesc de València, avui desaparegut. Dins de la Comunitat Valenciana les torres, en total nou, se situen en Villargordo del Cabriol, Fuenterrobles, Requena, Bunyol, Godelleta, Xiva i València. Es va aixecar més dins de la Comunitat Valenciana la línia València-Barcelona amb torres El Puig, Sagunt, Almenara, Oropesa, Torreblanca, Alcalà de Xivert i Santa Magdalena de Polpís.
Els telegrafistes van ser principalment militars llicenciats els quals es consideraven preparats per a aquesta missió. Molts excombatents de la Primera Guerra Carlista van entrar en el servei per considerar-se els més indicats per les penalitats que haurien de suportar. L'organització que es va donar al cos de telègrafs va ser paramilitar amb un nivell superior (facultatiu) amb accés al codi secret i altre inferior compost per operaris. Les línies s'organitzaven militarment en divisions amb direcció a cada capital de província i cada divisió en quatre o cinc seccions composta al seu torn de cinc o sis estacions. El personal reclutat, entre oficials de l'exèrcit, el componien els inspectors de línia, de 1a i de 2a classe. El primer era José María Mathé Aragua i dels segons havia dos per cada línia. La dotació teòrica de cada estació era de dos operaris, més un auxiliar. Els torrers s'alternaven entre si per torns. Perquè un servei així funcionés amb diligència s'exigia una rigorosa disciplina que exigia una organització paramilitar. Els edificis aixecats per servir de suport a aquest nou avenç tecnològic van ser dissenyats com torres defensives fortificades, com la que es troba a Bunyol o es van ocupar altres edificis prou fortificats. Per ordre ministerial d'un de març de 1844 s'assenyalaven les condicions que havien de complir els llocs on es col·loquessin les estacions repetidores del telègraf òptic:
- La distància entre les estacions seria com a mínim de dos llegües i màxim de tres, tenint en compte els accidents geogràfics.
- Haurien de seguir els cotxes existents buscant la major seguretat de les zones transitades.
- Les estacions es fixarien en poblacions sempre que fos possible.
- A les capitals de província s'hauria de procurar col·locar les estacions al mateix edifici que les autoritats civils o militars.
- Eren preferibles edificis fortificats de l'Estat, torres d'esglésies, ermites, castells o cases fortes que puguin defensar-se en cas de necessitat.
- S'hauria de mantenir l'alineació sempre que fos possible procurant un radi visual de la línia perpendicular al capdavant de cada torre, tot i que segons escriu Madoz: la major i més essencial avantatge que porta, sense disputa, la nostra màquina telegràfica a totes les altres conegudes és que els seus signes són visibles amb la mateixa claredat des de tots els punts de l'horitzó, al pas que a la d'altres països la percepció d'aquells sol és exacta quan s'observen en una direcció perpendicular ....[2]

## Descripció
Els edificis que es van erigir per servir de suport a aquest mitjà de comunicació van ser dissenyats com torres defensives fortificades, com és el cas en aquesta torre. La torre de Xiva va ser utilitzada com a centre de pràctiques per a la formació del personal de telegrafia l'àrea de València.
Les característiques constructives de la torre de Xiva són una alçada màxima d'uns 8 metres i mig, i unes dimensions exteriors de 6,2 x 6,2 metres (generalment eren de 6,4 x 6,4), mentre que les interiors són de 4,3 x 4,3 metres (exactament la mida més freqüent en aquest tipus d'obra). Tenen una porta d'accés al primer pis orientada a l'oest amb una finestra a la paret oposada. Al pis superior té dues finestres i marques dels forjats. Els seus murs són de pedra engaltada travada amb morter de calç. Es va utilitzar maó massís per Les cantoneres, les obertures de les finestres i les motllures horitzontals.
L'emplaçament de la torre es troba en una elevació del terreny a uns dos quilòmetres al sud de la carretera de València a Madrid, que rep el nom de Mola del Telègraf i té una alçada de 251 msnm.
Amb el pas del temps la torre ha canviat: així a la planta baixa de la façana sud es va obrir una porta, mentre que en la rematada superior de la torre ha desaparegut la cornisa i s'ha aixecat un nou forjat. Això ha estat així per adaptar-se als usos que per a ella s'han destinat, passant de torre de comunicació telegràfica a magatzem agrícola. La Mola del Telègraf, segons els Mapes Topogràfics dels anys 70 del segle XX estava coberta de matoll, si bé posteriorment s'aterrassà per al cultiu de cítrics.